# رودريغو كانتيرو
رودريغو كانتيرو (بالإسبانية: Rodrigo Cantero) (19 يوليو 1985 - ) هو مدرب كرة قدم ولاعب كرة قدم باراغواياني في مركز الهجوم. لعب مع ناسيونال أسونسيون.

## وصلات خارجية
- رودريغو كانتيرو على موقع قاعدة بيانات كرة القدم.إي يو (الإنجليزية)
- رودريغو كانتيرو على موقع Soccerway.com (الإنجليزية)